# Eleição municipal de Águas Lindas de Goiás em 2016
A eleição municipal de Águas Lindas de Goiás em 2016 foi realizada para eleger um prefeito, um vice-prefeito e 19 vereadores no município de Águas Lindas de Goiás, no estado brasileiro de Goiás. Foram eleitos ) e  para os cargos de prefeito(a) e vice-prefeito(a), respectivamente.
Seguindo a Constituição, os candidatos são eleitos para um mandato de quatro anos a se iniciar em 1º de janeiro de 2017. A decisão para os cargos da administração municipal, segundo o Tribunal Superior Eleitoral, contou com 88 002 eleitores aptos e 14 525 abstenções, de forma que 16.51% do eleitorado não compareceu às urnas naquele turno.

## Antecedentes
Na eleição municipal de 2012 de Águas Lindas de Goiás, Osmarildo Alves de Sousa, conhecido como Hildo do Candango, do PTB foi eleito com 54,03% dos votos em primeiro turno, derrotando o então adversário Geraldo Messias do PP, que recebeu 38,36% dos votos. O resto do eleitorado se dividiu entre os candidatos Tullio, do PT, J. Pereira do DEM e o Professor Juarez Quirino, do PSOL. Naquele ano, 13 foram os vereadores eleitos, dos partidos PSDB, PR, PSD, PRB, PP, PTB, PSB, PPS e PRTB.

## Campanha
Como estava a disputar a reeleição, Hildo do Candango sofreu algumas críticas, como a da coluna Bastidores, dizendo que supostamente não havia cumprido suas promessas da eleição de 2012. O último comício de campanha de Hildo do Candango foi realizado na Avenida JK, no Jardim Brasília e reuniu mais de 10 mil pessoas. O então governador do Distrito Federal declarou apoio a reeleição do candidato do PSDB. Conhecido por fazer oposição ao candidato a reeleição, Hildo do Candango, Vanderlúcio da Costa Souza sumiu por três dias durante o período eleitoral. Quando foi encontrado alegava que havia sido agredido. Casos como esse se repetiram nas cidades próximas ao Distrito Federal (região do Entorno).

### Pesquisas
Durante a campanha, uma pesquisa realizada pelo Instituto Exata OP mostrava uma disputa acirrada entre Hildo do Candango e Enio Tatico, este estando apenas 1% atrás do atual prefeito na época. Enio contava com os eleitores do pai, José Tático, que foi eleito deputado federal pelo Distrito Federal e Goiás.

## Resultados

### Eleição municipal de Águas Lindas de Goiás em 2016 para Prefeito
A eleição para prefeito contou com 4 candidatos em 2016: Enio Cesar Cesilio do Movimento Democrático Brasileiro (1980), Osmarildo Alves de Sousa do Partido da Social Democracia Brasileira, Geraldo Messias Queiroz do Partido Trabalhista Cristão, Marco Tulio Pinto da Silva do Democratas (Brasil) que obtiveram, respectivamente, 8 261, 39 746, 0, 11 842 votos. O Tribunal Superior Eleitoral também contabilizou 16.51% de abstenções nesse turno.
| Candidato(a)                     | Vice                             | Coligação                     | Votos recebidos | Percentual |
| -------------------------------- | -------------------------------- | ----------------------------- | --------------- | ---------- |
| Osmarildo Alves de Sousa (PSDB)  | Luiz Alberto de Oliveira         | No Caminho do Desenvolvimento | 39746           | 66.41%     |
| Marco Tulio Pinto da Silva (DEM) | Iracema Sousa dos Santos         | Democratas (sem coligação)    | 11842           | 19.79%     |
| Enio Cesar Cesilio (MDB)         | Metodio Ribas Ramalho            | Águas Lindas de Cara Nova     | 8261            | 13.8%      |
| Geraldo Messias Queiroz (PTC)    | Nixon Flavio Firmino de Oliveira | O Progresso em Suas Mãos      | 0               | 0%         |

### Eleição municipal de Águas Lindas de Goiás em 2016 para Vereador
Na decisão para o cargo de vereador na eleição municipal de 2016, foram eleitos 19 vereadores com um total de 68 913 votos válidos. O Tribunal Superior Eleitoral contabilizou 2 189 votos em branco e 2 375 votos nulos. De um total de 88 002 eleitores aptos, 14 525 (16.51%) não compareceram às urnas .
| Nome                             | Partido político                               | Coligação                     | Votos recebidos | Percentual |
| -------------------------------- | ---------------------------------------------- | ----------------------------- | --------------- | ---------- |
| Luis de Aquino Pereira           | Partido Humanista da Solidariedade (PHS)       | Fé e Ação                     | 1523            | 2.21%      |
| Silverio Correa dos Santos       | Partido Verde (PV)                             | Rumo a Vitoria                | 1410            | 2.05%      |
| Giovanne Carneiro Machado Lisboa | Partido Social Democrático (PSD)               | Fé e Trabalho                 | 1386            | 2.01%      |
| Aderson Antonio Teixeira         | Partido Trabalhista Brasileiro (PTB)           | Com Fé Continuaremos          | 1338            | 1.94%      |
| Jaco Rodrigues de Lima           | Partido Trabalhista Cristão (PTC)              | O Progresso em Suas Mãos II   | 1326            | 1.92%      |
| Maria Natália de Souza           | Partido da Social Democracia Brasileira (PSDB) | Aguas Lindas no Caminho Certo | 1299            | 1.88%      |
| Rogemberg da Silva Barbosa       | Partido Republicano Brasileiro (PRB)           | Aguas Lindas no Caminho Certo | 1230            | 1.78%      |
| Jorge dos Santos Amaro           | Partido Republicano Brasileiro (PRB)           | Aguas Lindas no Caminho Certo | 1221            | 1.77%      |
| Anderson Teodoro da Cunha        | Partido da Social Democracia Brasileira (PSDB) | Aguas Lindas no Caminho Certo | 1181            | 1.71%      |
| Sostenes Oliveira Dias           | Democratas (DEM)                               | Democratas (sem coligação)    | 1079            | 1.57%      |
| Jose Barbosa da Silva            | Partido Trabalhista Brasileiro (PTB)           | Com Fé Continuaremos          | 1058            | 1.54%      |
| Aluisio Moraes dos Reis          | Partido Social Cristão (PSC)                   | Com Fé Continuaremos          | 1054            | 1.53%      |
| Vanderlei Rodrigues Monteiro     | Partido Trabalhista Brasileiro (PTB)           | Com Fé Continuaremos          | 998             | 1.45%      |
| Eder Fernandes Ferreira Nunes    | Partido Social Democrático (PSD)               | Fé e Trabalho                 | 964             | 1.4%       |
| Edineide Ferreira de Castro      | Partido Social Democrático (PSD)               | Fé e Trabalho                 | 941             | 1.37%      |
| Everaldo Ramiro da Silva         | Partido Trabalhista Cristão (PTC)              | O Progresso em Suas Mãos II   | 935             | 1.36%      |
| José Evandro Romão de Sousa      | Partido Socialista Brasileiro (PSB)            | Fé e Trabalho                 | 832             | 1.21%      |
| Wildes Silva de Oliveira Junior  | Partido Popular Socialista (PPS)               | O Progresso em Suas Mãos II   | 773             | 1.12%      |
| Jose Geraldo Barros dos Santos   | Podemos (PODE)                                 | Fé e Ação                     | 719             | 1.04%      |

## Análise
Hildo do Candango foi o prefeito mais votado na história da cidade de Águas Lindas de Goiás, além de ter sido o primeiro prefeito reeleito. Enio Tatico que aparecia em segundo lugar nas pesquisas na verdade conquistou somente 13,8% dos votos, ficando na terceira posição.